# Letschin
Letschin är en kommun och ort i östra Tyskland, belägen i Landkreis Märkisch-Oderland i förbundslandet Brandenburg, vid floden Oder och gränsen mot Polen, 15 km norr om staden Seelow. Letschins kommun bildades 2003 genom sammanslagning av åtta kommuner i dåvarande Amt Letschin.

## Geografi
Letschins kommun ligger i Oderbruch på floden Oders västra sida. I väst och nordväst gränsar kommunen till Amt Barnim-Oderbruch, i öster till Polen, i sydost och syd till Amt Golzow och staden Seelow, och i sydväst och väst till Amt Neuhardenberg.

### Administrativ indelning
Kommunen indelas i följande kommundelar (Ortsteile). Årtalet anger när de uppgick i kommunen:
- Gieshof-Zelliner Loose (2003)
- Gross Neuendorf (2003)
- Kiehnwerder med Neu Rosenthal (2003)
- Kienitz med Kienitz/Nord (2003)
- Letschin med Forstacker, Solikante och Wilhelmsaue
- Neubarnim (2003)
- Ortwig med Ortwig Graben (2003)
- Sietzing med Klein Neuendorf och Posedin (2003)
- Sophienthal med Sydowswiese och Rehfeld (1997)[5]
- Steintoch med Vossberg och Wollup (1997)[5]

## Historia
Orten Letschin omnämns första gången i skrift 1336. Letschin var ursprungligen en liten lantlig by men utvecklades senare till en ort av viss betydelse i trakten då hantverkare och köpmän slog sig ner här. Medan större delen av den nuvarande kommunen tillhörde Lebus administrativt, hörde en mindre del vid Zelliner Loose till Neumark.
Johann Gottlieb Koppes startade här odling av sockerbetor och öppnade en sockerfabrik, vilket bidrog till ortens ekonomiska välstånd på 1800-talet. Orten anknöts till det preussiska nätet av landsvägar, och järnvägslinjer till Wriezen, Seelow, Frankfurt (Oder) och Eberswalde öppnades.
Letschin blev 1863 köping och fick karaktär av en småstad, med butiker, värdshus, hotell, festlokal, skola och tryckeri. En staty över Fredrik II av Preussen restes 1905 som tack för den på hans order genomförda dräneringen av Oderbruch. Statyn var en av få som undgick förstörelse genom att gömmas undan under DDR-epoken och ställdes åter upp 1990 efter Tysklands återförening.
Orten låg mitt i frontlinjen under den sovjetiska framstöten mot Berlin i april 1945 och drabbades av omfattande förstörelse. Många bostäder och affärsrörelser samt kyrkans mittskepp förstördes.
Mellan 1974 och 2003 genomgick kommunen flera successiva sammanslagningar med närliggande orter. Befolkningsutvecklingen har varit svagt sjunkande ända sedan 1800-talet med undantag för åren närmast efter andra världskriget, då många flyktingar från de tidigare tyska områdena öster om Oder kom till regionen.

## Kultur och sevärdheter

### Museer
- Gross Neuendorfs bysmedja
- Letschins hembygdsmuseum
- Letschins järnvägsmuseum

### Byggnadsminnen
- Letschins kyrka ritades av Karl Friedrich Schinkel och uppfördes 1818-1819. Medan större delen av kyrkobyggnaden skadades i andra världskrigets strider och senare revs på 1970-talet, präglar fortfarande det 37 meter höga tornet ortens silhuett. Tornet restaurerades 2002-2003.
- Sophientals korsvirkeskyrka förstördes i striderna 1945 men återuppfördes med hjälp av donationer och lokala hantverkare i början av 2000-talet. Kyrkan återinvigdes 2006.

### Minnesmärken
- Fredrik den store-statyn från 1905, utförd av Hans Weddo von Glümer 1905. Till skillnad från flertalet liknande statyer gömdes denna staty undan under DDR-epoken och undgick därför att förstöras. Sedan 1990 är den åter uppställd i orten.